# Rue Lainerie
 (août 2025).
Si vous disposez d'ouvrages ou d'articles de référence ou si vous connaissez des sites web de qualité traitant du thème abordé ici, merci de compléter l'article en donnant les références utiles à sa vérifiabilité et en les liant à la section « Notes et références ».
La rue Lainerie est une rue piétonne pavée du quartier du Vieux Lyon, dans le 5e arrondissement de Lyon. D'orientation nord-sud, elle relie la place du Change et la place Saint-Paul. Au no 1 se trouve un local du conservatoire de musique (section vieux Lyon).

## Histoire
Le tracé de la rue Lainerie remonte au plus haut Moyen Âge. Son nom provient de la déformation de Rue de l'Asnerie, de nombreuses écuries abritant les ânes les jours de foire.
Cependant, dans sa partie nord, à l'embranchement avec la rue François Vernay, de nombreuses maisons anciennes ont été rasées en 1911, sous le mandat Herriot, à l'occasion des travaux d'aménagement du quartier comprenant la construction de la Gare Saint-Paul (1874) et du Palais de Bondy, abritant la Salle Molière (1904).

## Cours et traboules
La rue possède de très nombreuses cours et traboules dont quelques-unes sont ouvertes aux visiteurs. D'autres feront l'objet de conventions avec la Ville de Lyon pour permettre leur ouverture.
- no 4 : façade du XVIe siècle
- no 6 : façade du XVe siècle
- no 10 : deux escaliers accolés et une galerie, dont un escalier dit à vis sans noyau, de style Renaissance, donnant l'illusion que rien apparemment ne soutient les marches. Cette allée a signé une convention avec la ville de Lyon pour son ouverture.
- no 14 : Maison Claude Debourg. Façade du XVIe siècle (1516). Cette maison fut construite par Claude de Bourg, consul échevin de Lyon. De style transition entre le gothique flamboyant et Renaissance, elle fut acquise ensuite par la famille Mayet de Beauvoir[3]. Le fronton de la porte d'entrée porte encore un blason indiquant que ses propriétaires avaient participé aux croisades.

## Accessibilité
Ce site est desservi par les stations de métro Hôtel de Ville - Louis Pradel et Vieux Lyon - Cathédrale Saint-Jean.
- Ligne forte C3
- Lignes de bus C14, C19, C20 et 31
- Stations Vélo'v : Saint Paul (Gare) - Place Fousseret (Angle quai de Bondy) - Place Gerson (proche Quai Pierre Scize)